# 西園寺実益
西園寺 実益（さいおんじ さねます）は、安土桃山時代から江戸時代前期にかけての公卿。左大臣・西園寺公朝の子。官位は従一位・右大臣。

## 経歴
永禄4年（1561年）に叙爵。以降清華家当主として速いスピードで昇進し、元亀3年（1572年）に従三位となり公卿に列する。その後も権中納言・権大納言を経て、天正8年（1580年）に右近衛大将に就任した。以降慶長8年（1603年）までの長きにわたり右近衛大将に在職した。慶長4年（1599年）には神宮伝奏を兼務する。慶長16年（1611年）に再度右近衛大将となり、慶長19年（1614年）にはそれを辞して新たに内大臣に転じた。
元和3年（1617年）に従一位へと進み、元和4年（1618年）に内大臣を辞職。元和6年（1620年）には右大臣となるも翌年に辞職している。

## 系譜
- 父：西園寺公朝
- 母：万里小路秀房の娘
- 妻：瑞光院 - 久我晴通の娘
  - 男子：西園寺公益（1582-1640）